# بن ری لوهان
بن ری لوهان (به انگلیسی: Ben R. Luján) ‎/ˈluːhɑːn/‎; نمایندهٔ حوزه انتخابیه سوم نیومکزیکو از حزب دموکرات ایالات متحده آمریکا در مجلس نمایندگان ایالات متحده آمریکا است که برای نخستین‌بار در ۱۵ ژانویه ۲۰۰۹ میلادی به‌عضویت این مجلس درآمد.